# Sophie Schmidt

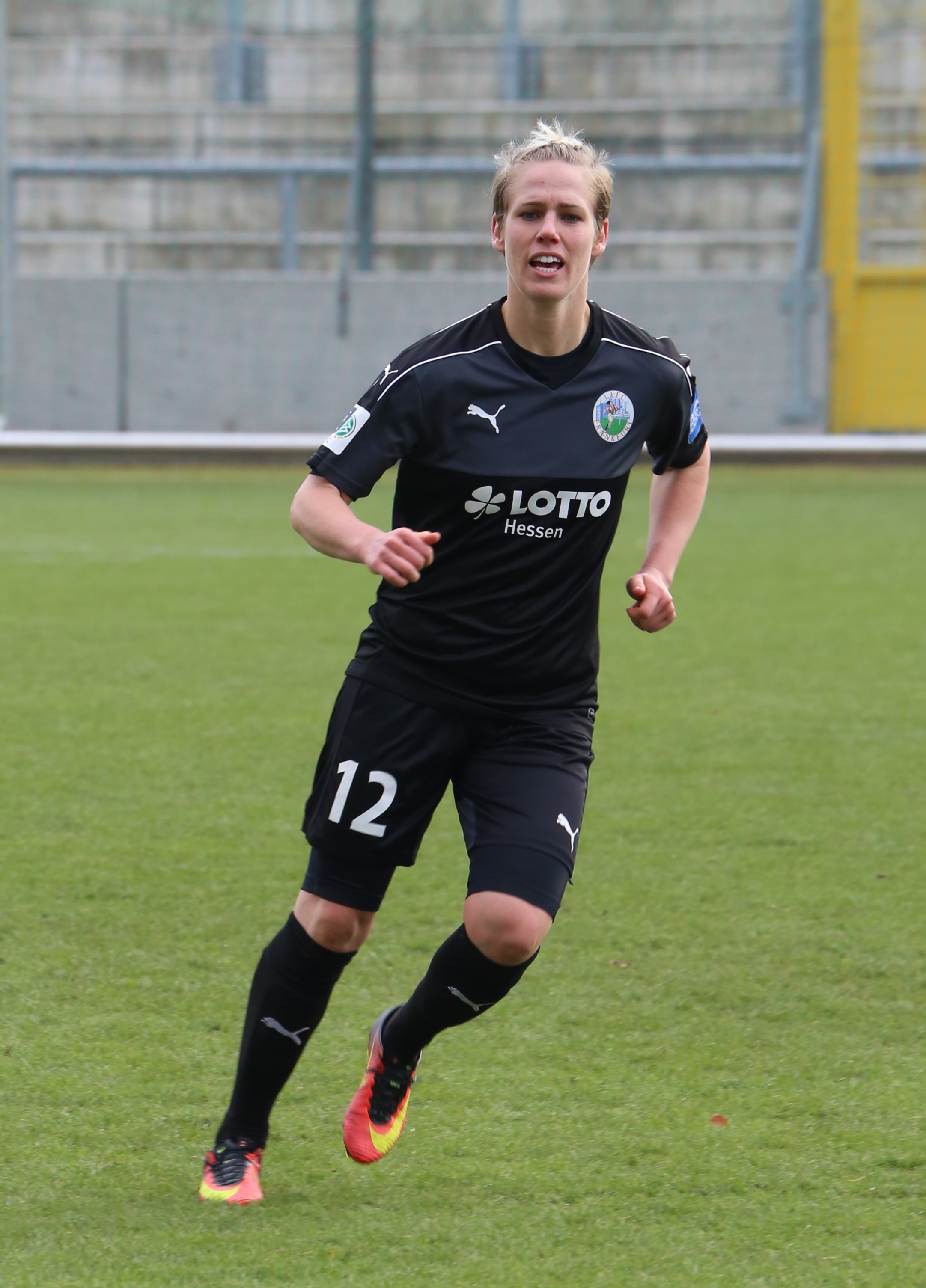
Sophie Schmidt, November 2016

Sophie Diana Schmidt (* 28. Juni 1988 in Winnipeg, Manitoba) ist eine kanadische Fußballspielerin. Sie spielte von 2005 bis 2023 für die Kanadische Nationalmannschaft und hat die zweitmeisten Länderspiele für die Nation bestritten.

## Werdegang

### Vereine
Nach den Olympischen Sommerspielen in London unterschrieb Schmidt im Juli 2012 für den schwedischen Damallsvenskan Verein Kristianstads DFF.
In der Saison 2013 spielt sie in der neugegründeten National Women’s Soccer League, der höchsten amerikanischen Profiliga im Frauenfußball für den Sky Blue FC.
Am 31. Juli 2015 unterschrieb Schmidt zunächst einen Einjahresvertrag beim Bundesliga-Verein 1. FFC Frankfurt.
Im November 2016 verlängerte sie ihren zunächst im Mai für eine weitere Saison verlängerten Vertrag in Frankfurt bis zum 30. Juni 2018.
Die Mittelfeldspielerin wurde am 3. Juni 2018 in Frankfurt am Main verabschiedet und kehrte nach 55 Bundesligaspielen für den 1. FFC Frankfurt zurück nach Kanada. Von August 2018 bis Frühjahr 2019 hielt sie sich im Männer-Fußballteam der University of Victoria fit, bevor Schmidt am 12. März 2019 für Houston Dash unterschrieb. Die erste Saison in Houston endete auf dem siebten Platz, die zweite fiel der COVID-19-Pandemie zum Opfer. In der Saison 2021 wurde wieder der siebte Platz erreicht und 2022 mit Platz 4 die erste Runde der Play-offs, die aber nach einem 1:2 gegen Kansas City Current Endstation war.

### Nationalmannschaften
Schmidt durchlief die kanadischen Jugendnationalmannschaften und spielte insgesamt 29-mal für die U-19/20-Mannschaften. Mit der U-19-Mannschaft erreichte sie bei der U-19-Fußball-Weltmeisterschaft der Frauen 2004 das Viertelfinale, holte 2006 bei der CONCACAF U-20-Meisterschaft der Frauen 2006 die Silbermedaille und qualifizierte sich damit für die U-20-Fußball-Weltmeisterschaft der Frauen 2006, bei der Kanada aber in der Vorrunde ausschied.
Schmidt machte mit 16 Jahren am 19. April 2005 gegen die Niederlande ihr erstes Länderspiel. Sie gehörte fortan zum Stamm der Mannschaft und kam bis auf 2009 in jedem Jahr zu Einsätzen, spielte bis 2008 aber weiterhin auch für die U-20 Mannschaft, mit der sie die CONCACAF U-20-Meisterschaft der Frauen 2008 gewann – das Finale gegen die USA war ihr letztes U-20-Spiel.
2006 gewann sie beim Gold Cup Silber, 2007 nahm sie an der WM teil, bei der Kanada in der Vorrunde ausschied und sie in allen drei Spielen eingesetzt wurde und ein Tor erzielte. Bei den Olympischen Sommerspielen 2008 kam sie mit ihrer Mannschaft bis ins Viertelfinale. Dort verloren sie in der Verlängerung mit 2:1 gegen den späteren Turniersieger Vereinigte Staaten.
2010 holte sie mit Kanada den Gold Cup, mit dem sich Kanada direkt für die WM 2011 qualifizierte. 2011 gewann sie mit Kanada den Zypern-Cup und wurde in den kanadischen Kader für die WM berufen und wurde im Eröffnungsspiel gegen Deutschland eingesetzt. Auch in den beiden weiteren Gruppenspielen stand sie in der Startelf, schied aber mit Kanada nach drei Niederlagen in der Vorrunde aus.
Für die Olympischen Spiele 2012 wurde sie ebenfalls nominiert. Sie stand in allen sechs Spielen in der Startformation und gewann mit Kanada die Bronzemedaille.
Am 6. März 2013 machte sie beim Spiel gegen die Schweiz im Rahmen des Zypern-Cups ihr 100. Länderspiel und erzielte dabei bereits in der zweiten Minute den 1:0-Führungstreffer.
Ein Jahr später, am 5. März 2014 stand sie beim ersten Spiel des Zypern-Cup 2014 gegen Finnland zum 100. Mal in der Startelf, wobei sie die ersten beiden Tore zum 3:0-Sieg beisteuerte.
2015 wurde sie in den Kader für die Weltmeisterschaft im eigenen Land berufen. Sie wurde dort zur Spielerin des Eröffnungsspiels gewählt. Allerdings schieden die Kanadierinnen bereits im Viertelfinale gegen England aus.
Sie gehörte auch zum Kader für das Qualifikationsturnier für die Olympischen Sommerspiele 2016, bei dem sich Kanada für die Olympischen Spiele qualifizierte. Sie kam in allen Spielen zum Einsatz und stand dabei dreimal in der Startelf. Knapp drei Wochen nach der Olympiaqualifikation gewann sie mit Kanada erstmals den Algarve-Cup durch einen 2:1-Finalsieg gegen Brasilien.
Am 20. Juli 2016 kam sie bei einem Freundschaftsspiel gegen China zu ihrem 150. Länderspiel.
Bei den Olympischen Spielen in Rio de Janeiro gewann sie mit der kanadischen Mannschaft erneut die Bronzemedaille, wobei sie in allen sechs Spielen zum Einsatz kam, im Viertelfinale gegen Frankreich das einzige Tor des Spiels erzielte und im Spiel um die Bronzemedaille gegen Gastgeber Brasilien gewann.
Am 25. Mai 2019 wurde sie für die WM 2019 nominiert. Sie kam in den vier Spielen der Kanadierinnen zum Einsatz und verpasste dabei keine Minute, schied aber mit ihrer Mannschaft im Achtelfinale gegen den späteren Dritten Schweden aus.
Am 18. Februar 2021 bestritt sie beim SheBelieves Cup als dritte Kanadierin ihr 200. Länderspiel.
Im Juni 2021 wurde sie für die wegen der COVID-19-Pandemie um ein Jahr verschobenen Olympischen Spiele zunächst als Backup nominiert. Nach Aufstockung der Kader wegen der Pandemie gehörten auch die Backups zum Kader. Schmidt hatte bei den Spielen einen Einsatz, im dritten Gruppenspiel gegen Großbritannien und spielte dabei über 90 Minuten. Das Turnier schlossen die Kanadierinnen mit dem Gewinn der Goldmedaille ab.
Bei der CONCACAF W Championship 2022 kam sie im letzten Gruppenspiel und im Halbfinale zu Kurzeinsätzen und erzielte beim 2:0-Sieg im Gruppenspiel gegen Costa Rica ihr 20. Länderspieltor. Bereits mit dem Einzug ins Halbfinale qualifizierten sich die Kanadierinnen für die Fußball-Weltmeisterschaft der Frauen 2023 in Australien und Neuseeland. Im Finale verloren sie gegen die USA mit 0:1.
Am 9. Juli 2023 wurde sie für die WM 2023 nominiert, wurde in jedem der drei Spiele ihres Teams eingewechselt und schied mit ihrer Mannschaft nach der Vorrunde aus.
Am 6. Dezember 2023 bestritt sie ebenso wie Christine Sinclair ihr letztes Länderspiel.

### Persönliches
Schmidt hat deutsche Vorfahren, ihre Großeltern stammen aus Paraguay. Sie studierte Germanistik.
Seit 2017 ist Schmidt mit dem neuseeländischen Schauspieler und Sänger Nic Kyle liiert. Das Paar heiratete am 31. Dezember 2018 in Christchurch, Neuseeland.

## Erfolge
- Zypern-Cup-Sieger 2008
- CONCACAF U-20-Meisterschaft der Frauen 2008: Siegerin
- Gold Cup: Siegerin 2010
- Zypern-Cup 2011: Siegerin 2011
- Panamerikanische Spiele 2011: Goldmedaille
- Olympische Spiele 2012: Bronzemedaille
- Algarve-Cup-Siegerin 2016
- Olympische Spiele 2016: Bronzemedaille
- NWSL Challenge Cup Gewinnerin 2020, Finaltorschützin
- Olympische Spiele 2020: Goldmedaille (ohne Einsatz im Finale)